# Africa Star
Cet article concerne la distinction militaire britannique. Pour le concours musical et programme TV, voir Africastar.
 (septembre 2014).
La Africa Star (Étoile d'Afrique) est une des 8 étoiles de campagnes de la Seconde Guerre mondiale. Il s'agit d'une décoration militaire britannique décernée aux soldats du Royaume-Uni et du Commonwealth of Nations (plus rarement aux étrangers mais décernée à certains militaires de la France libre, notamment ceux ayant servi au Special Air Service, ou à la 1re division française libre au sein de la 8e Armée).

## Conditions d'attributions
Cette décoration est décernée pour un minimum d'une journée de service dans une zone opérationnelle d'Afrique du Nord durant la Seconde Guerre mondiale entre le 10 juin 1940 et le 12 mai 1943. Les conditions d'attributions dépendent de la branche d'armée (Air Force, Navy, Army, etc.) dans laquelle le récipiendaire a servi.
Par Afrique du Nord, il faut entendre la moitié nord du continent africain, soit toutes les zones opérationnelles situées entre le canal de Suez et le détroit de Gibraltar, y compris Malte.  , l'Empire éthiopien, le Kenya, le Soudan, les Somalilands et l'Érythrée.  Les zones non limitrophes de la Méditerranée n'étant qualifiées pour l'Africa Star qu'entre le 10 juin 1940 et le 27 novembre 1941 inclus.
Cette médaille est attribuée sans conditions de durée en cas de blessure, de décès et pour les prisonniers de guerre ainsi que pour ceux qui ont reçu une citation (Mentioned in Despatch) ou une décoration pour conduite valeureuse ou extraordinaire au feu (Victoria Cross, Distinguished Service Order, Military Cross, Military Medal, etc.).

## Aspect de la Décoration

### Description
La décoration Africa Star est une étoile en bronze de 44 mm de hauteur et de 38 mm de largeur. L'étoile possède six branches avec en son centre les initiales du roi George VI, surmontées de la couronne royale, et entourées de la légende « THE AFRICA STAR ». Au revers, le nom du récipiendaire peut y être apposé (plus rarement) ainsi que son matricule.

### Ruban
Le ruban beige clair (sable du désert) porte une bande centrale rouge représentant l'Armée de terre (ARMY) et deux bandes étroites, celle de gauche bleu foncé représentant le Marine (NAVY) et celle de droite bleu pâle l'Aviation (R.A.F.).
Barrettes : 1 seule, la première reçue, peut être portée sur le ruban.
- 1re Armée ([1st Army]): décernée aux officiers et aux personnels non-officiers ayant servi dans cette Armée entre le 8 novembre 1942 et le 12 mai 1943.

En petite tenue, la barrette est représentée par un « 1 » porté sur le ruban.
- 8e Armée ([8th Army]): décernée aux officiers et aux personnels non-officiers ayant servi dans cette Armée – commandée par le maréchal Bernard Montgomery – entre le 23 octobre 1942 et le 12 mai 1943.

En petite tenue la barrette est représentée par un « 8 » porté sur le ruban.
- Afrique du Nord 1942-1943 ([North Africa 1942-43]): décernée aux officiers et aux personnels non-officiers ayant servi dans la Marine, dans l'Aviation ou au quartier-général du 18e Groupe d'armées entre le 23 octobre 1942 et le 12 mai 1943.

En petite tenue, la barrette est représentée par une rosette portée sur le ruban.

## Particularités
Il s'agit de la quatrième de la série de 8 étoiles de campagne dont l'aspect est semblable à toutes les autres, à savoir : 1939-45 Star, Atlantic Star (en), Air Crew Europe Star, Africa Star, Pacific Star, Burma Star, Italy Star et France and Germany Star. Seule la légende est propre à chaque médaille.